# لیسا پلیکان
لیسا پلیکان (انگلیسی: Lisa Pelikan؛ زادهٔ ۱۲ ژوئیهٔ ۱۹۵۴) بازیگر اهل ایالات متحده آمریکا است.
از فیلم‌ها یا برنامه‌های تلویزیونی که وی در آن نقش داشته است، می‌توان به شیردل و جولیا اشاره کرد.